# Konstruktivizam (umjetnost)
Konstruktivizam je umjetnički avangardistički pokret nastao 1913. godine u Rusiji. Osnivanje konstruktivizma potakao je Kazimir Maljevič koji je svojim stilom suprematizmom utjecao na El Lissitzkog koji je onda osnovao konstruktivizam. Konstruktivisti su zaneseni tehnikom i industrijalizacijom, a u konstruktivističkoj arhitekturi glavne su im praktičnost i funkcionalnost. Negativno se odnose prema dekorativnosti. Ističu se vrednote materijala, a konstruktivisti u kući vide stroj za stanovanje.

## Vanjske poveznice
- Kronologija likovne umjetnosti prve trećine 20. st.